# 司機大佬
《司機大佬》（英語：Hey, Big Brother）是香港亞洲電視製作的時裝電視劇，此劇是萬綺雯及伍詠薇參選1989年亞洲小姐後出道的劇集，亦是胡渭康及彭文堅由無綫電視轉投亞洲電視後的首部參演劇集。

## 劇情簡介
因父母早逝，身為的士司機的大哥方海珠（吳耀漢飾）便成了家裡唯一的經濟支柱。他為人風趣幽默，表面對弟妹頗為民主，但實質思想守舊。海珠在偶然間認識了性格剛強獨自帶着兒子的張燕嫻（歐陽佩珊飾），兩人因小事而成了冤家。之後，海珠喜歡上了嫻，但他始終不敢表達愛意。歷經波折，兩人終於走到了一起，可好事多磨，情敵何培根（熊德誠飾）乘虛而入，珠見情勢危急，遂在舞台上大膽地向嫻表白了一切......
大妹小圓（伍詠薇飾）性格內向、害羞，後認識了富家子弟馮泰來（孫興飾），兩人的感情突飛猛進，就在即將談婚論嫁之際，婚事卻因海珠的介入而節外生枝。二妹小玉（萬綺雯飾）刁鑽俏皮，常與海珠對立，她遇到了性格浪漫的小學同學李超榮（彭文堅飾），兩人情投意合，並閃電結婚。小玉的家庭生活不如意，幸得海珠多番開解，兄妹終冰釋前嫌。

## 演員表
- 吳耀漢 飾 方海珠
- 歐陽佩珊 飾 張燕嫻
- 萬綺雯 飾 方小玉
- 伍詠薇 飾 方小圓
- 孫　興 飾 馮泰來
- 胡渭康 飾 方海潤 (細細)
- 彭文堅 飾 李超榮
- 熊德誠 飾 何培根
- 譚少瑛 飾 李超榮母親
- 劉少雄 飾 旅行社經理
- 陳劍雲 飾 士多店老闆
- 司馬華龍 飾 馮泰來父親
- 良鳴 飾 八叔
- 鄭文霞 飾 八嬸

## 電視節目的變遷
| 香港亞洲電視本港台 七點鐘劇場 星期一至五 19:00-20:00 | 香港亞洲電視本港台 七點鐘劇場 星期一至五 19:00-20:00 | 香港亞洲電視本港台 七點鐘劇場 星期一至五 19:00-20:00 |
| ---------------------------------------------------- | ---------------------------------------------------- | ---------------------------------------------------- |
|                                                      | （1989.10.30 - 1989.11.25）                          |                                                      |
| 望父成龍 （1989.10.2 - 1989.10.27）                  | 兜亂兩仔爺 （1989.11.27 - 1989.12.8）                |                                                      |

## 重播
2023年5月起，亞視將本劇上載至旗下官方YouTube頻道內，並可免費觀賞。